# Foco (mitología)
Foco (en griego antiguo: Φώκος), en la mitología griega, era epónimo de la Fócide. Fue hijo de Éaco y Psámate y hermanastro de Peleo y Telamón. Fue esposo de Asterodia o Asteria, y padre de Criso y de Panopeo. Otros dicen que sus padres fueron Poseidón y Prónoe, hija de Asopo.
Su nombre le fue puesto en recuerdo de que su madre, Psámate, para intentar escapar de Éaco, se metamorfoseó en foca. 
Se trasladó desde Egina a Fócide con la intención de establecerse allí y hacerse rey; trabó gran amistad con un hombre llamado Yaseo, que le regaló un sello de piedra engastado en oro. Luego regresó a Egina. 
En Egina, su muerte fue tramada por sus hermanastros Peleo y Telamón, que querían complacer a su madre Endeis para vengarse de la infidelidad de Éaco con Psámate. Invitaron a Foco a competir en el pentatlón. Peleo, en el lanzamiento de piedra, dio intencionadamente a Foco y este murió.
La tradición decía que su tumba se hallaba en Egina, junto a la de su padre Éaco.

## Otros personajes del mismo nombre
- Una tradición decía que la Fócide se llamada así a causa de otro personaje de mayor antigüedad, natural de Corinto e hijo de Ornitión. Este Foco es epónimo de Fócide.[8]
- Un hijo de Poseidón y Prónoe, hija del dios fluvial Asopo.[9]
- Padre de Calírroe, a su vez madre de Foco (en otra variante genealógica)[10]
- Foco y Príaso eran dos Argonautas hijos de Ceneo.[11]
- Foco el constructor, hijo de Dánao, que solo menciona Higino.[12]
- Padre de Mantea, por Zeus madre de Arcto.[13]